# 游蟾属
游蟾属（学名：Nectophryne）是蟾蜍科的一属。

## 下属物种
本属包括以下物种：
- Nectophryne afra Buchholz & Peters, 1875[2]
- Nectophryne batesii Boulenger, 1913[2]